# Por el lado de la punta
«Por el lado de la punta» es el octavo episodio de la serie de televisión de fantasía medieval Juego de tronos, de la cadena HBO. Tiene una duración de 59 minutos y fue retransmitido por primera vez el 5 de junio de 2011. Fue escrito por George R. R. Martin, autor de la novela original en la que se basa la serie, y dirigido por David Minahan.
La trama relata las consecuencias de la captura de Eddard Stark en Desembarco del Rey, una vez que es catalogado como un traidor de la corona. Mientras los Lannister intentan atrapar a sus hijas, su hijo y heredero Robb Stark reúne un ejército en el norte para enfrentarse a los nuevos gobernantes ilegítimos al trono, acompañado por su madre, Lady Catelyn Stark. Por otra parte, Daenerys es testigo de la redada dothraki a una villa pacífica en su camino para obtener fondos y así comprar barcos con los cuales atravesar el mar Angosto e invadir Poniente. A su vez, en el Muro, Jon Nieve se enfrenta a una nueva amenaza relacionada con los caminantes blancos.

## Argumento

### En Desembarco del Rey
Tras la captura de Eddard Stark (Sean Bean), acusado de traición al recientemente coronado rey Joffrey Baratheon (Jack Gleeson), los Lannister comienzan a tomar acciones contra el resto de la casa Stark. El maestro de esgrima Syrio Forel (Miltos Yorelemou) confronta a hombres enviados por los Lannister para capturar a Arya Stark (Maise Williams) armado solamente con una espada de madera, aunque esto permite que la pequeña escape. Así, logra salir por la caballeriza donde observa a los sirvientes muertos de los Stark. Un joven mozo de la caballería intenta capturarla, pero Arya lo mata accidentalmente y huye.
Mientras tanto, Sansa Stark (Sophie Turner) es capturada y obligada a escribirle una carta a su hermano Robb pidiéndole que acuda a Desembarco del Rey para jurar su lealtad a Joffrey como nuevo rey de Poniente. Para entonces, Joffrey ha reunido a una corte en el salón del trono donde recompensa a Janos Slynt por su rol en la captura de Eddard, además de menospreciar a Ser Barristan Selmy (Ian McElhinney) por su edad avanzada, y nombrar a Lord Tywin Lannister y a Jaime Lannister como la nueva Mano del Rey y Comandante de la Guardia del Rey, respectivamente. Sansa aprovecha la oportunidad para pedirle públicamente a Joffrey piedad para su padre, y este acepta sólo si Eddard lo reconoce como el verdadero rey de Poniente.

### En el campamento Lannister
Mientras Tyrion Lannister (Peter Dinklage) y Bronn se dirigen al campamento de Tywin, son rodeados por salvajes del valle. Tyrion logra convencerlos de perdonarles la vida a cambio de oro, armas y un ejército que les ayudaría a combatir a los nobles del Nido de Águilas. Lord Tywin (Charles Dance) acepta cumplir las promesas de Tyrion (su hijo) sólo si las tribus salvajes se unen a sus tropas para atacar al ejército de los Stark. Los salvajes a su vez aceptan esto último, con la única condición de que Tyrion combata al lado de ellos contra los Stark para asegurar que cumplirá con su promesa.

### En el Valle
Catelyn Stark (Michelle Fairley) confronta a su hermana Lysa (Kate Dickie) sobre una carta enviada desde Desembarco del Rey donde le informan de la muerte del rey Robert, el aprisionamiento de Ned y el intento de Robb de empezar una guerra contra los Lannister. Catelyn le pide a su hermana que envíe a caballeros de sus tropas para ayudar a su hijo en el combate, pero esta rehúsa y dice que los caballeros del valle deben permanecer en él para proteger a su hijo Robin (Lino Facioli).

### En el Norte
Después de recibir la carta de Sansa, Robb Stark (Richard Madden) decide llamar a los abanderados de Invernalia para enfrentar a los Lannister. Uno de ellos, Lord Jon Umber (Clive Mantle), exige ser quien lidere la vanguardia, pero Robb rehúsa. Umber lanza una advertencia a Robb al sacar su espada, pero es atacado por el huargo del joven, que le corta dos de sus dedos.
Tras despedirse de Bran, Robb abandona Invernalia y se dirige hacia el sur. En su camino, se encuentra con su madre Catelyn. Durante un consejo de guerra, durante el cual Robb se halla decidiendo si atacar a las tropas de Tywin o a las de Jaime, un espía de los Lannister es traído tras ser capturado por los hombres de Robb merodeando cerca del campamento. En contra de las recomendaciones de sus hombres, Robb deja libre al espía y le pide que advierta a Tywin sobre su llegada.

### En el Muro
Jon Nieve (Kit Harington), Samwell Tarly (John Bradley) y su grupo regresan después de haber realizado sus juramentos al norte del Muro con dos cadáveres. Estos son reconocidos por el comandante Mormont (James Cosmo) como miembros del grupo de exploración de Benjen Stark. Jon recomienda quemarlos, pero Mormont le pide al maestre que los examine una vez que Samwell se percata de que los cuerpos no presentan olor a putrefacto. Poco después, el comandante Mormont recibe una carta con noticias de Desembarco del Rey. Su contenido se lo revela a Jon, recordándole al mismo tiempo la promesa que ha hecho como integrante de la Guardia de la Noche. Ser Allister Thorne (Owen Teale) confronta a Jon burlándose de su nueva categoría como «bastardo de un traidor», en referencia a la captura de Eddard. Jon se abalanza contra él con un cuchillo, pero sus compañeros le impiden lastimar a Allister. Mormont observa lo ocurrido y confina a Jon en su habitación.
Por la noche, el huargo de Jon, Fantasma, comienza a ponerse inquieto por lo cual su dueño lo sigue hasta llegar a una puerta. Jon la abre y se adentra en la habitación de Mormont. Apenas ingresa ahí, es atacado por uno de los presuntos cadáveres traídos esa mañana desde el norte del Muro. A pesar de cortar una de sus manos y atravesarle el pecho con su espada, el hombre no muere. Mormont entra y Jon le quita su farol y lo lanza contra el cadáver, logrando finalmente incendiarlo. A la mañana siguiente, Mormont y la Guardia de la Noche queman los dos cuerpos, y Sam les informa de que previamente había leído algo sobre cuerpos que al ser tocados por los caminantes blancos vuelven a la vida y solamente pueden morir al ser incendiados.

### Al otro lado del mar Angosto
Daenerys (Emilia Clarke), acompañada por Ser Jorah Mormont (Iain Glen), asiste a una redada dothraki en una pequeña villa pacífica. Ahí, observa a un grupo de dothraki intentando secuestrar a varias mujeres. Daenerys le ordena a Jorah que los detenga, diciendo que reclama a las mujeres como de su propiedad. Uno de los salvajes se ofende ante esto (al considerar a Daenerys como una extranjera), y le da aviso a Khal Drogo (Jason Momoa). Poco después, Khal Drogo le pregunta sobre ello a su esposa. Una vez que Drogo apoya a Daenerys, el dothraki reta a Drogo a un combate y este último acepta. En un breve enfrentamiento, Drogo asesina a su adversario sin usar sus armas, pero resulta herido. Una de las esclavas reclamadas de Daenerys dice que ella puede curar la herida de Drogo, y este acepta ser curado por la misma ante la insistencia de Daenerys.